# Andrei Vlad
Andrei Vlad (Târgoviște, 15 aprile 1999) è un calciatore rumeno, portiere dell'Aqtöbe.

## Carriera

### Club
Cresciuto nelle giovanili dell'U Craiova, ha esordito il 7 maggio 2017 in un match perso 1-0 contro il Viitorul Costanza.

### Nazionale
Ha giocato nelle nazionali giovanili rumene Under-17, Under-19 ed Under-21; con quest'ultima nazionale nel 2019 ha anche partecipato agli Europei di categoria, conclusi con un terzo posto.
Nel 2021 ha esordito nella nazionale maggiore.

## Statistiche

### Presenze e reti nei club
Statistiche aggiornate al 4 luglio 2024.
| Stagione        | Squadra         | Campionato      | Campionato | Campionato | Coppe nazionali | Coppe nazionali | Coppe nazionali | Coppe continentali | Coppe continentali | Coppe continentali | Altre coppe | Altre coppe | Altre coppe | Totale | Totale | Totale |
| Stagione        | Squadra         | Comp            | Pres       | Reti       | Comp            | Pres            | Reti            | Comp               | Pres               | Reti               | Comp        | Pres        | Reti        | Pres   | Reti   |        |
| --------------- | --------------- | --------------- | ---------- | ---------- | --------------- | --------------- | --------------- | ------------------ | ------------------ | ------------------ | ----------- | ----------- | ----------- | ------ | ------ | ------ |
| 2016-2017       | FCU Craiova     | L1              | 1          | -1         | CR+CdL          | 0               | 0               | -                  | -                  | -                  | -           | -           | -           | 1      | -1     |        |
| 2017-2018       | FCSB            | L1              | 5          | -5         | CR              | 2               | -1              | UEL                | 4                  | -7                 | -           | -           | -           | 11     | -14    |        |
| 2018-2019       | FCSB            | L1              | 3          | -3         | CR              | 2               | -2              | UEL                | 1                  | -1                 | -           | -           | -           | 6      | -6     |        |
| 2019-2020       | FCSB            | L1              | 16         | -27        | CR              | 4               | -1              | UEL                | 6                  | -4                 | -           | -           | -           | 26     | -32    |        |
| 2020-2021       | FCSB            | L1              | 34         | -25        | CR              | 1               | -1              | UEL                | 1                  | 0                  | SR          | 1           | 0           | 37     | -26    |        |
| 2021-2022       | FCSB            | L1              | 27         | -27        | CR              | 0               | 0               | UECL               | 2                  | -2                 | -           | -           | -           | 29     | -29    |        |
| 2022-2023       | FCSB            | L1              | 3          | -1         | CR              | 2               | -2              | UECL               | 0                  | 0                  | -           | -           | -           | 5      | -3     |        |
| 2024-2025       | FCSB            | L1              | 0          | 0          | CR              | 0               | 0               | UCL                | 0                  | 0                  | SR          | 1           | 0           | 1      | 0      |        |
| Totale FCSB     | Totale FCSB     | Totale FCSB     | 89         | -90        |                 | 14              | -10             |                    | 14                 | -14                |             | 2           | 0           | 119    | -114   |        |
| Totale carriera | Totale carriera | Totale carriera | 90         | -91        |                 | 14              | -10             |                    | 14                 | -14                |             | 2           | 0           | 120    | -115   |        |

### Cronologia presenze e reti in nazionale
| Cronologia completa delle presenze e delle reti in nazionale ― Romania | Cronologia completa delle presenze e delle reti in nazionale ― Romania | Cronologia completa delle presenze e delle reti in nazionale ― Romania | Cronologia completa delle presenze e delle reti in nazionale ― Romania | Cronologia completa delle presenze e delle reti in nazionale ― Romania | Cronologia completa delle presenze e delle reti in nazionale ― Romania | Cronologia completa delle presenze e delle reti in nazionale ― Romania | Cronologia completa delle presenze e delle reti in nazionale ― Romania |
| Data                                                                   | Città                                                                  | In casa                                                                | Risultato                                                              | Ospiti                                                                 | Competizione                                                           | Reti                                                                   | Note                                                                   |
| ---------------------------------------------------------------------- | ---------------------------------------------------------------------- | ---------------------------------------------------------------------- | ---------------------------------------------------------------------- | ---------------------------------------------------------------------- | ---------------------------------------------------------------------- | ---------------------------------------------------------------------- | ---------------------------------------------------------------------- |
| 2-6-2021                                                               | Ploiești                                                               | Romania                                                                | 1 – 2                                                                  | Georgia                                                                | Amichevole                                                             | -2                                                                     |                                                                        |
| Totale                                                                 |                                                                        | Presenze                                                               | 1                                                                      |                                                                        | Reti                                                                   | -2                                                                     |                                                                        |

## Palmarès

### Club

#### Competizioni nazionali
- Coppa di Romania: 1

FCSB: 2019-2020
- Campionato rumeno: 1

FCSB: 2023-2024
- Supercoppa di Romania: 1

FCSB: 2024

### Individuale
- Squadra del torneo degli Europei Under-21: 1

Ungheria-Slovenia 2021